# 트리뷰트 게임스
트리뷰트 게임스는 퀘벡주 몬트리올에 위치한 비디오 게임 개발사이다. 2011년 전 유비소프트 직원 조너단 라빈, 장프랑수아 메이저, 저스틴 키르가 창립했다.

## 역사
트리뷰트 게임스는 2011년 조너단 라빈, 장프랑수아 메이저, 저스틴 키르 3명이 합쳐 공동설립됐다. 이들은 유비소프트에서 《스콧 필그림 vs. 더 월드: 더 게임》과 《TMNT》 개발에 참여한 경험이 있었다.

## 개발 게임
| 제목                                | 발매연도 | 플랫폼 |
| ----------------------------------- | -------- | --- |
| 닌자 센키                           | 2010     | 마이크로소프트 윈도우, 플레이스테이션 비타                                                                 |
| 위즈오브                            | 2011     | 마이크로소프트 윈도우, 리눅스, Mac OS X, PS Minis, XBLIG, 우야, iOS                                        |
| Friends 'Til The End                | 2012     | 마이크로소프트 윈도우 (freeware as part of MolyJam 2012)                                                   |
| 머시너리 킹스                       | 2014     | 마이크로소프트 윈도우, 리눅스, Mac OS X, 플레이스테이션 4, 플레이스테이션 비타, 엑스박스 원, 닌텐도 스위치 |
| 커시스 앤 카오스                    | 2015     | 마이크로소프트 윈도우, Mac OS X, 플레이스테이션 4, 플레이스테이션 비타                                     |
| 닌자 센키 DX                        | 2016     | 마이크로소프트 윈도우, Mac OS X, 플레이스테이션 4, 플레이스테이션 비타                                     |
| 플린트훅                            | 2017     | 마이크로소프트 윈도우, 플레이스테이션 4, 엑스박스 원, 닌텐도 스위치                                        |
| 팬저 팔라딘                         | 2020     | 마이크로소프트 윈도우, 닌텐도 스위치                                                                       |
| 돌연변이 닌자 거북이: 슈레더의 복수 | 2022     | 마이크로소프트 윈도우, 플레이스테이션 4, 엑스박스 원, 닌텐도 스위치                                        |

## 참조

### 내용주
1. ↑  영어: Tribute Games